# Saban's Iznogoud
Vous lisez un « bon article » labellisé en 2024.
Saban's Iznogoud (également intitulé Iznogoud : Devenez calife à la place du calife) est un jeu vidéo d'action et de plates-formes édité et développé par Microids, adapté de la série de bandes dessinées Iznogoud, sorti en 1996 sur PC (DOS et Microsoft Windows), puis en 1998 sur PlayStation. Le jeu est un projet collaboratif entre France Télévision Distribution et Jean Tabary, cocréateur avec René Goscinny de la série Iznogoud, sous l'impulsion d'Emmanuel Mercier, chef de projet.
Le joueur incarne Iznogoud, personnage principal et antihéros, qui souhaite ardemment « devenir calife à la place du calife », et doit entamer un périple afin de trouver un « objet magique pour devenir calife » à travers une dizaine de niveaux variant de la ville à une zone herbeuse, en passant par un aquarium, une ville remplie de jouets et l'enfer. Il peut notamment marcher, courir, sauter sur diverses plates-formes, et se servir de trois types de projectiles, tels que les pièces d'or, pour vaincre ses ennemis.
Saban's Iznogoud est accueilli de manière très mitigée par l'ensemble de la presse spécialisée. Bien que quelques points positifs soient relevés — comme l'aspect Mille et une nuits —, le jeu est qualifié dans sa globalité de « pire que mauvais », et le personnage d'Iznogoud semble être le seul élément qui reste de « tout ce qui fait le charme mystérieux de la bande dessinée à succès ».

## Univers
L'univers de Saban's Iznogoud se déroule dans une dizaine de niveaux, tous issus de la bande dessinée et de l'imagination des développeurs. Ces niveaux varient de la ville à la jungle, en passant par un aquarium. Dans deux niveaux de course, le joueur prend les commandes d'un tapis volant ou d'un engin spatial. Les ennemis sont insolites, variant notamment entre simples piétons et taupes bulldozer.
Le premier niveau place Iznogoud dans une version fictive de Bagdad, où il est attaqué par des passants, des marchands, et même la garde royale. Après un détour au port, Iznogoud plonge avec un tuba dans des eaux contaminées au contact de piranhas et autres formes de vie aquatiques dangereuses. Iznogoud est ensuite transporté sur la lune, où il doit faire face à des envahisseurs extraterrestres hystériques,, avant de traverser un château hanté rempli de fantômes, un trou sous-terrain, l'enfer rempli de diablotins, une ville de jouets, une zone herbeuse remplie d'insectes, et une forêt enchantée pleine de citrouilles et de plantes carnivores, avant de terminer par le palais du Calife où il affronte de nouveau la garde royale.

## Système de jeu
| Configuration PC                                          |
| Système recommandé,                                       |
| --------------------------------------------------------- |
| - DOS, Windows 95 - Pentium 133, 16 Mo de RAM - Carte son |

Le joueur incarne Iznogoud, vizir fictif de Bagdad, personnage principal et antihéros, qui souhaite ardemment « devenir calife à la place du calife ». Il doit alors entamer un périple afin de trouver l'« objet magique » pour faire de ce souhait une réalité. Le joueur, qui dispose de trois vies, peut marcher, courir, sauter sur diverses plates-formes (comme des tapis volants), et se servir de pièces d'or, de bombes et de bâtons de dynamite (l'arme la plus puissante), qu'il ramasse à mesure de sa progression, comme projectiles pour vaincre ses ennemis,,. À la manière d'un Mario Bros., il peut également sauter sur la tête de ses ennemis pour les vaincre.
Le jeu dispose d'un total de 13 niveaux, chacun d'entre eux devant être fini en un temps imparti de 190 secondes qui peut être légèrement prolongé en ramassant des sabliers bonus,,. Passer un niveau requiert un minimum de pièces d'or, qui sont comptées par Dilat Laraht,. S'il réunit le compte, le joueur passe au niveau suivant, et se voit accorder un mot de passe,. S'il n'y parvient pas, il doit recommencer le niveau depuis le début, jusqu'à ce qu'il obtienne suffisamment de pièces pour passer. S'il perd toutes ses vies, la partie est terminée (« game over ») et il doit recommencer le jeu depuis le début.

## Développement
Saban's Iznogoud est un jeu vidéo d'action et de plates-formes en défilement horizontal, et en 65 000 couleurs,,, développé en collaboration entre France Télévision Distribution (France 2 et France 3) et Jean Tabary, cocréateur avec René Goscinny de la série de bandes dessinées Iznogoud, publiée pour la première fois en 1962,. Le jeu est développé dans les studios de Microids (à l'époque stylisé Microïds), situés à Châtenay-Malabry, dans les Hauts-de-Seine, en France, avant la diffusion de la série d'animation homonyme pendant la rentrée 1996 sur France 2, et à une période durant laquelle la bande dessinée ne compte que 24 volumes.

Les pièces d'or permettent à Iznogoud de terrasser ses ennemis, et d'accéder aux niveaux suivants,.

L'idée d'adapter Iznogoud en un jeu vidéo est initiée par Emmanuel Mercier, chef de projet. Lors d'un entretien pour l'émission MicroKids! de la chaîne France 3, il explique que lui et son équipe se sont rendu compte que les jeux vidéo avaient pour protagonistes des « héros gentils », et ont donc souhaité faire l'inverse en mettant en scène un « personnage teigneux et très nerveux ». Ainsi, ils commencent le développement du jeu en faisant d'Iznogoud le personnage central, et en présentant une cinquantaine d'autres,, comme son fidèle compagnon Dilat Laraht, le calife Haroun El Poussah, et Gonk, l'homme préhistorique. L'équipe crée l'armature d'Iznogoud pour les divers déplacements, et tente de reproduire le plus fidèlement possible ses gestes et mimiques.
L'environnement est également inspiré de l'univers d'Iznogoud, mais la plupart des niveaux sont issus de l'imagination des développeurs. Les personnages sont en 3D polygonale, tandis que les décors sont en 2D, retranscrits à partir de storyboards crayonnés, puis colorisés à la gouache par des peintres de bandes dessinées. En plus de servir de base pour les décors, ces storyboards contiennent les pièges et les interactions avec le personnage joueur. La couverture de la version PC est dessinée par Jean Tabary, et celle de la version PlayStation en est une adaptation en 3D. Les morceaux musicaux, quant à eux, sont composés par la société Knockin' Boot Productions (KBP).
Saban's Iznogoud est publié le 15 décembre 1996 sur PC (DOS et Windows 95) en France par Microids,. En guise de promotion, une publicité télévisée est réalisée, et quelques magazines comme Génération 4 et PC Collector, y consacrent une page. À sa sortie, une petite partie de la presse souligne le passage officiel du personnage à l'ère de l'informatique,.

## Accueil
Saban's Iznogoud est accueilli de manière très mitigée par l'ensemble de la presse spécialisée, l'agrégateur MobyGames lui attribuant une moyenne de 46 % basée sur un total de 14 critiques. Comparé à d'autres jeux de l'époque — comme Pandemonium et Rayman — Saban's Iznogoud a « des années de retard » dans son gameplay. Le scénario « n'a vraiment ni queue ni tête », « n'a aucun enchaînement logique », et est qualifié de « vraiment bordélique ». Quant à la musique, elle est comparée à celle de Sinbad et considérée comme « passable », mais les bruitages du jeu « sont mauvais au possible », et une cacophonie s'installe vite lorsque le joueur frappe un ennemi qui dit « aïe ! » plusieurs fois d'affilée. 

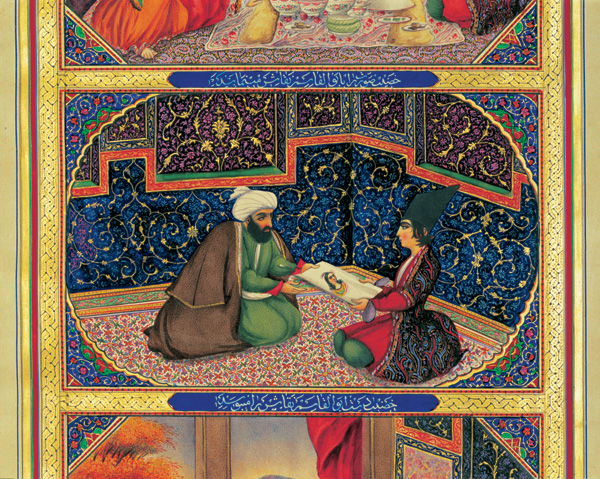
L'aspect Mille et une nuits du jeu est remarqué par la presse spécialisée,.

De son côté, le personnage joueur manque de souplesse dans ses gestes, et est « incroyablement peu maniable » ; sauter sur la tête d'un ennemi pour le vaincre doit se faire « presque au pixel près ». Les sauts sont limités et imprécis, et lorsqu'il tombe à la verticale, le joueur « perd au passage le contrôle » et « laisse au hasard la survie du personnage ». 
L'environnement est félicité par certains, qui le considèrent « très réussi graphiquement », « superbe », et « respectant joliment les bandes dessinées originales » avec son aspect Mille et une nuits,, mais particulièrement fustigé par d'autres, pour lesquels les plates-formes et le décor ne peuvent se distinguer tant ils se confondent visuellement,. Les plates-formes mouvantes (en particulier les tapis volants) « ne sont pas gérables », certaines apparaissant de nulle part, tandis que d'autres se dérobent « instantanément sous nos pieds », de telle sorte qu'Iznogoud, s'il tombe de trop haut, « n'est plus manipulable dans sa chute, laissant encore la chance décider de la suite des événements ». Dans sa progression, le joueur peut se retrouver désorienté car il est impossible pour lui de savoir où il doit aller, les niveaux ne présentant aucune direction évidente. Certains niveaux, comme celui des pirates, nécessitent des « réflexes de samouraï » pour éviter de se faire toucher par les ennemis, qui sont pour la plupart du temps en trop grand nombre ou qui bougent trop vite.
Dans sa globalité, le jeu est qualifié de « pire que mauvais […] : c'est nul, mal animé, laid, ennuyeux, le son est pourri, ça a un level design horrible, des ennemis répétitifs, aucun trait d'humour, des armes qui ont toutes le même impact, des contrôles stupides, et un prix élevé ». Parmi d'autres qualificatifs, la presse le considère comme un jeu « presque injouable », « déroutant », et une « version sans imagination du jeu de plates-formes » que l'« on a tendance à oublier très vite ». Même si le jeu « aurait pu plaire aux enfants », l'ambiance de l'univers de Tabary est absente, et le personnage d'Iznogoud semble être le seul élément qui reste de « tout ce qui fait le charme mystérieux de la bande dessinée à succès » ; l'« humour inimitable de Goscinny » et les « plans farfelus et toujours voués à l'échec pour devenir calife » sont tombés dans l'oubli. Classé « honte du mois » par le magazine britannique Computer and Video Games, certains rédacteurs d'autres médias s'accordent sur un jeu de mots, considérant que le jeu Iznogoud « is no good » (« n'est pas bon »),,.